# ホン・フアリスティ
ヨン・フアリスティ・リナセロ（Jon Juaristi Linacero, 1951年3月6日 - ）は、スペイン・ビルバオ出身の政治活動家・言語学者・詩人・随筆家。翻訳者としてはスペイン語からバスク語への翻訳を行う。かつてバスク祖国と自由(ETA)の政治活動家だったことを認めている。マドリード在住。

## 経歴

### 政治活動家として
16歳の時に言語学者のフェデリコ・クルトヴィッヒの『バスコニア』の解釈に熱中し、武力闘争開始前のバスク祖国と自由(ETA)に加入した。地元のデウスト大学ではETA内の労働者主義者集団「ETA-セクスタ・アサンブレア」に加わり、ETA-セクスタ・アサンブレアは1973年にトロツキー主義の革命的共産主義連盟(Liga Comunista Revolucionaria、LCR)と合併して、革命的共産主義連盟のバスク支部となった。しかし、革命的共産主義連盟での活動で警察の注意を引いたため、地元での勉学を断念し、アンダルシア地方のセビリア大学でロマンス言語学を学んだ。結局はデウスト大学に戻り、1972年には「扇動活動」によってデウスト大学から放校処分を受けたが、1973年に再入学して博士号を取得した。この期間には「軽犯罪」で何度も収監され、また治安裁判所（es:Tribunal de Orden Público）により有罪判決を受けた。
1974年にはほぼ完全に革命的共産主義連盟と左翼政治活動から離れ、その後は学問の世界に身を捧げた。1980年にはスペイン共産党の党員となった。暴力の使用を拒否して活動を行う、新しい社会民主主義政党としてバスク左翼(EE)があり、スペイン共産党はバスク左翼との統一過程にあった。しかし、1986年のバスク自治州議会選挙の際に、バスク左翼がスペイン社会労働党(PSOE)と提携しなかったことに失望し、同年にバスク左翼を去った。1987年には社会労働党に入党した。後の回顧録では、過激分離主義者「メンデク」がポルトゥガレテのカサ・デル・プエブロ（社会労働党の自治体支部）を襲撃した際、「倫理的要請」に駆り立てられたことを振り返っている。この襲撃では社会労働党の何人かのメンバーが焼死した。
多くの記事や随筆の執筆、演説などで、特にバスク民族主義に対する批判を行っている。反テロリズムやETAの暴力活動の犠牲者の支援を主張するフアリスティの姿勢は、1997年に保守的反テロリズム組織（その起源はバスクの左翼主義）のフォロ・エルムアを設立したことによって、さらに目に見えるものとなった。2000年代以降の多くのマスメディアのインタビューを通じて、スペイン国家主義者と認識されている。バスク分離主義者による暴力活動を辛辣に批判したため、1980年代末以降にはETAから生命の脅迫を受けている。ETAが1998年に発表した停戦宣言の撤回を発表すると、フアリスティは1999年末にはデウスト大学とバスク地方を離れた。宗教的な理由よりも個人的な理由で、フアリスティはユダヤ教徒に改宗しており、「私にとってユダヤ教は、厳密には宗教ではなく、世界の道徳的視野である」と語っている。イスラエルの権利の保護に関する文章を執筆することもある。

### 言語学者として
セビリアのセビリア大学とビルバオのデウスト大学で学び、ロマンス言語学の博士号（Ph.D）を取得した。バスク大学とアメリカ合衆国のニューヨーク大学のフアン・カルロス1世センターでスペイン語文献学を教え、メキシコのエル・コレヒオ・デ・メヒコで講師や研究者として働いた。バレンシア大学でのカニャーダ・ブランク財団（Fundación Cañada Blanch）提供による現代思想講座（Cátedra de Pensamiento Contemporáneo）の教授となった。1999年から2001年にはスペイン国立図書館の館長を務め、その後は2004年までセルバンテス文化センター（Instituto Cervantes）の所長を務めた。

## 作品

### 詩集
フアリスティの詩風は親友でもあるバスク人詩人ガブリエル・アレスティや、バスク地方に生まれスペイン語で執筆した哲学者ミゲル・デ・ウナムーノとブラス・デ・オテーロ、アングロサクソン系アメリカ人随筆家W・H・オーデンなどに影響されている。フアリスティの詩は彼の幼年・青年時代のビルバオの雰囲気を連想させ、その雰囲気は冷静で、辛辣で、都会的で、理知的である。
- 1986年 Diario de un poeta recién cansado （最近退屈な詩人の日記）
- 1987年 Suma de varia intención （様々な意図の総計）
- 1988年 Arte de marear （当惑する芸術）
- 1992年 Los paisajes domésticos （国内の風景）
- 1993年 Mediodía （正午）
- 1996年 Tiempo desapacible （不愉快な時）
- 2001年 Poesía reunida （再結合した詩） （1986-1999）
- 2002年 Prosas en verso （韻文の中の散文）

### 随筆
フアリスティの随筆の分析は、カール・ユングやレオン・ポルヤコフに触発された心理的・社会学的視点を持ち、ヨーロッパのナショナリズム、特にバスク・ナショナリズムの歴史的・神話的な起源からなる。その文章には著者、主題、神秘学の成果に関する言及や逸話の紹介だけでなく、言語学の文献が頻繁に登場する。これらはしばしばよそよそしさや皮肉を持って言及される。
- 1976年 Euskararen Ideologiak （バスクのイデオロギー）
- 1984年 El linaje de Aitor. La invención de la tradición vasca（アイトールの血筋 バスク伝統の発明）
- 1987年 Literatura vasca （バスク文学）
- 1987年 Arte en el País Vasco （バスクの芸術）コスメ・M・デ・バラニャーノとハビエル・ゴンサーレス・デ・ドゥラナとの共書
- 1990年 Vicente de Arana （ビセンテ・アラナ）
- 1992年 Vestigios de Babel. Para una arqueología de los nacionalismos españoles （聖書の手掛かり）
- 1994年 Auto de Terminación: raza, nación y violencia en el País Vasco  （終末の決定: バスクの民族、国家、暴力）フアン・アリスメンディとパチョ・ウンスエタとの協同
- 1994年 La Europa （cultural） de los pueblos: voz y forma （民族のヨーロッパ: 声と形）他執筆者との協同
- 1994年 El chimbo expiatorio （la invención de la tradición bilbaína, 1876-1939）（贖罪のチンボ）
- 1997年 El bucle melancólico. Historias de nacionalistas vascos （憂鬱なループ バスク民族主義者の歴史）
- 1999年 Sacra nemesis. Nuevas historias de nacionalistas vascos （サクラ・ネメシス バスク民族主義者の新しい歴史）
- 1999年 Sermo humilis: poesía y poética（つつましい説教: 詩と詩法）
- 2000年 El bosque originario （原初の森林）
- 2002年 La tribu atribulada. El Nacionalismo Vasco explicado a mi padre（苦悩の部族 父に教えたバスク民族主義）
- 2004年 El reino del ocaso（落日の王国）

### 自伝
- 2006年 Cambio de destino（運命の変化）

## 受賞
- 1988年 イカロ文学賞
- 1997年 エスパサ随筆賞 - 『El bucle melancólico』（憂鬱な巻き毛）
- 1998年 フランシスコ・セレセード・ジャーナリズム賞
- 1998年 スペイン国民文学賞 - 『El bucle melancólico』（憂鬱なループ）
- 2000年 ファステンラス賞